# メルチョ・コブ・カストロ
メルチョ・コブ・カストロ（Melchor Cob Castro、1968年4月18日 - ）は、メキシコのプロボクサー。カンペチェ州チーナ出身。元WBO・WBC世界ライトフライ級王者。

## 来歴
1985年1月14日、カストロはプロデビューを果たし4回TKO勝ちを収め白星でデビューを飾った。
1986年11月7日、ホセ・ダミアンと対戦し8回判定勝ちを収めた。
1987年11月13日、ホセ・ルイス・サルミエントと対戦し10回TKO勝ちを収めた。
1988年7月15日、ロセンド・アークと対戦し3回TKO勝ちを収めた。
1989年3月10日、WBCインターナショナルライトフライ級王者ホセ・ウンベルト・ラゴスと対戦し12回判定負けを喫し王座獲得に失敗した。
1989年10月27日、ラファエル・アロンソと対戦し10回判定勝ちを収めた。
1990年3月16日、WBCアメリカ大陸ライトフライ級王者エドゥアルド・ラミレスと対戦し12回判定勝ちを収め王座獲得に成功した。
1990年9月28日、ハビエル・バルケスと対戦し12回判定勝ちを収め初防衛に成功した。
1991年3月25日、ザ・フォーラムでWBC世界ライトフライ級王者ローランド・パスクワと対戦し10回1分59秒TKO勝ちを収め王座獲得に成功した。
1991年6月3日、シーザース・パレスでウンベルト・ゴンザレスと対戦。強打を浴びながらもダウンを拒みゴンザレスを苦しませる場面を作ったが12回0-3(113-116、2者が112-116)の判定負けを喫し初防衛に失敗し王座から陥落した。
1991年8月3日、ホルヘ・リベラと対戦し7回KO勝ちを収め再起に成功した。
1991年12月14日、サンティアゴ・メンデス・ガンボアと対戦し10回判定勝ちを収めた。
1992年9月14日、リチャード・クラークと対戦し10回判定勝ちを収めた。
1992年12月7日、ザ・フォーラムでWBC世界ライトフライ級王者ウンベルト・ゴンザレスと再戦。前回同様苦戦させたがゴンサレスの強打を貰う場面が多く12回0-3(112-117、113-115、111-117)の判定負けを喫し1年6ヶ月ぶりの王座返り咲きに失敗した。
1993年7月17日、元WBA世界ミニマム級王者金奉準と対戦し10回3-0(97-92、98-91、98-92)の判定勝ちを収めた。
1993年12月4日、ホルヘ・ルイス・ローマンと対戦し10回TKO勝ちを収めた。
1994年3月4日、ドミンゴ・ソーサと対戦し10回判定勝ちを収めた。
1995年1月30日、ミゲール・マルチネスと対戦し12回3-0(116-111、2者が119-107)の判定勝ちを収めた。
1995年6月26日、元WBO世界ライトフライ級王者ホセ・デ・ヘススと対戦し10回判定勝ちを収めた。
1996年3月16日、サマン・ソーチャトロンの王座剥奪により空位となったIBF世界ライトフライ級王座決定戦でマイケル・カルバハルと対戦し12回0-3(113-115、112-116、111-117)の判定負けを喫しWBCに続く王座獲得に失敗した。
1997年4月19日、テキサス州サンアントニオでWBCアメリカ大陸ライトフライ級王者ミゲール・マルチネスと2年ぶりに再戦し11回2分19秒TKO勝ちを収め7年ぶりの王座返り咲きに成功した。
1997年8月25日、ザ・フォーラムでWBO世界ライトフライ級王者ヘスス・チョンと対戦し12回3-0(2者が118-108、117-109)の判定勝ちを収めWBOに続く王座獲得に成功した。
1998年1月17日、ファン・ドミンゴ・コルドバと対戦し12回0-3の判定負けを喫し初防衛に失敗し王座から陥落した。
1998年8月15日、IBA世界フライ級王者トマス・リベラと対戦し8回KO勝ちを収め王座獲得に成功した。
1999年1月30日、NABF北米ライトフライ級王者オスカー・アンドラーデと対戦し12回判定勝ちを収め王座獲得に成功した。
1999年7月17日、WBCアメリカ大陸ライトフライ級王者オズバルト・ゲレーロと対戦し12回判定勝ちを収めNABF王座初防衛、WBCアメリカ大陸王座獲得に成功した。
1999年9月4日、ラディスラオ・バスケスと対戦し12回判定勝ちを収めNABF王座の2度目の防衛に成功した。
2000年4月15日、後の世界挑戦者エベラルド・モラレスと対戦し10回判定負けを喫した。
2000年6月23日、後のWBC世界ライトフライ級王者ヒルベルト・ケブ・バースと対戦し10回1-2の判定負けを喫した。
2001年3月10日、フェルナンド・ルナ・ベレスと対戦し12回2-0の判定勝ちを収め3度目の防衛に成功した。
2001年7月21日、アントニオ・トーレスと対戦し11回1分30秒TKO勝ちを収め4度目の防衛に成功した。
2001年10月20日、パウリーノ・ヴィラロボスとメキシコライトフライ級王座決定戦を行い12回3-0(119-109、118-109、119-110)の判定勝ちを収めNABF王座は5度目の防衛、メキシコ王座獲得に成功した。
2001年12月8日、ホセ・ルイス・チャブルと対戦し5回TKO勝ちを収め6度目の防衛に成功した。
2002年6月25日、元WBO世界フライ級王者ルーベン・サンチェス・レオンと対戦し9回TKO勝ちを収めた。
2003年5月3日、マンダレイ・ベイ・イベント・センターでオスカー・デ・ラ・ホーヤVSルイス・ラモン・カンパスの前座でWBC世界ライトフライ級王者ホルヘ・アルセと対戦し6回終了時0-3(2者が55-59、56-58)の判定負けを喫し9年ぶりの王座返り咲きに失敗した。
2004年4月24日、WBC世界ライトフライ級王者ホルヘ・アルセと再戦するもキャリア初のKO負けとなる5回1分57秒KO負けを喫しまたしても王座返り咲きに失敗した。
2004年11月4日、ラファエル・チャベスとメキシコフライ級王座決定戦を行い12回判定勝ちを収め王座獲得に成功した。
2008年12月20日、後の世界挑戦者のホセ・サルガドとCABOFEカリブスーパーフライ級王座決定戦を行い12回判定負けを喫したのを最後に現役を引退した。

## 獲得タイトル
- WBCインターナショナルライトフライ級王座
- 第17代WBC世界ライトフライ級王座（防衛0）
- 第7代WBO世界ライトフライ級王座（防衛0）
- IBA世界フライ級王座
- NABF北米ライトフライ級王座
- メキシコライトフライ級王座
- メキシコフライ級王座